# Jardín Botánico de la Universidad de Tirana
El Jardín Botánico de la Universidad de Tirana (en albanés : Kopshti Botanik Universiteti I Tiranes) es un Jardín botánico y arboreto de unas 15 hectáreas de extensión, que se encuentra en Tirana, Albania. 
El jardín botánico es de propiedad estatal y está administrado por la Universidad de Tirana. 
Su código de reconocimiento internacional como institución botánica, así como las siglas de su herbario es TIRA.

## Localización
Botanical Garden Universiteti I Tiranes, Universiteti i Tiranës, Fakulteti i Shkencave Natyrore Kopshti Botanik, Tirana, Albania.
Planos y vistas satelitales.41°18′37″N 19°48′22″E / 41.31028, 19.80611

## Historia
La construcción del jardín botánico comenzó en 1964 fue completado en 1971 por el botánico Mustafa Demiri.
En 1995 las colecciones albergaban 2,000 especies de plantas de las 3,250 especies de plantas nativas de Albania.
En 1999 el equipo del jardín botánico preparó, y distribuyó un Index Seminum, conteniendo información de 825 taxones de plantas disponibles para intercambio con otras instituciones botánicas.
En los primeros años del siglo XXI, el jardín botánico está atravesando un mal momento afectado por la penuria económica en la que se encuentra el país, y en el que se está cuestionando incluso su integridad física, con reclamaciones de parte de sus terrenos por personas particulares.

## Colecciones
Alberga unos 2000 taxones de plantas vivas, de las que se pueden encontrar en la geografía del territorio del país Albania, con algunas de sus plantas endémicas, raras o amenazadas.
Las plantas se encuentran agrupadas como:
- Sistemática de vegetación herbácea.
- Sistemática de vegetación leñosa.

Entre los géneros de representados son de destacar:
- Achillea
- Allium
- Amaranthus
- Aristolochia
- Bromus
- Carex
- Eryngium
- Festuca
- Galium
- Geum
- Inula
- Mentha
- Oenanthera
- Phalaris
- Phleum
- Pistacia
- Plantago
- Poa
- Polygonum
- Potentilla
- Quercus
- Rumex
- Saxifraga
- Trifolium

Para sus actividades prepara:
- Index Seminum
- Herbario, con 9000 especímenes